# Farnaces I (hijo de Arsames)
Farnaces (565 a. C.-?), fue un noble persa, tío de Darío I y ministro de finanzas desde el 506 a. C. hasta el 497 a. C.

## Contexto histórico
Farnaces (en elamita Parnaka) era hijo de Arsames y hermano de Histaspes, quienes pertenecían a una rama menor de la familia real persa. El rey Ciro II el Grande, fundador del Imperio Aquemémida era familiar lejano de Farnaces.
En tablillas cuneiformes encontradas en Babilonia se menciona a Farnaces como subordinado de Gobrias, sátrapa de Babilonia.
Posteriormente en el año 522 a. C., aristócratas persas desenmascararon al mago Gaumata quien había usurpado el trono, facilitando el acceso al mismo a Darío I, sobrino de Farnaces.

## Farnaces, hombre importante en la corte
Farnaces se convirtió en un personaje de gran importancia en la corte de su sobrino. Por tablillas encontradas en excavaciones en Persépolis, sabemos que fue una especie de ministro de finanzas u oficial económico desde el 506 a. C. hasta el 497 a. C. Otros trabajos asignados a Farnaces eran la expedición de pasaportes y el envío de jueces, contables y caravanas. También fue responsable de la recaudación de los impuestos así como de dar órdenes al tesorero real para realizar pagos en oro o plata. Sobrevivió a tres de ellos, Karkish, Sutayauda y Baratkama. En otras palabras, tenía grandes responsabilidades.
Fue muy bien recompensado por su labor. Sólo otro Gobrias, "portador de la lanza" de Darío, recibía mayores pagos.
Como oficial económico fue sucedido por Aspatines.
Farnaces tenía un hijo, Artabazo I, que fue nombrado sátrapa de la Frigia Helespóntica en el 477 a. C. Sus descendientes estuvieron ligados a este territorio durante más de un siglo, por lo que se conoce a su familia como dinastía farnácida.